# NGC 5257
NGC 5257 (również PGC 48330 lub UGC 8641) – galaktyka spiralna z poprzeczką (SBb/P), znajdująca się w gwiazdozbiorze Panny. Została odkryta 13 maja 1793 roku przez Williama Herschela.
Galaktyki NGC 5257 i NGC 5258 tworzą oddziałującą ze sobą grawitacyjnie parę, połączoną „mostem” zbudowanym ze słabych gwiazd. Para ta została skatalogowana jako Arp 240 w Atlasie Osobliwych Galaktyk Haltona Arpa i znajduje się w odległości około 300 milionów lat świetlnych od Ziemi. W dyskach obu galaktyk zachodzą intensywne procesy gwiazdotwórcze.